# زیدوور فلیس
زیدوور فلیس (به آلمانی: Sydower Fließ) یک شهر در آلمان است که در بارنیم واقع شده‌است. زیدوور فلیس ۸۸۹ نفر جمعیت دارد.